# Siergiej Kirow
Siergiej Mironowicz Kirow (ros. Сергей Миронович Киров), właściwie Siergiej Mironowicz Kostrikow (ros. Сергей Миронович Костриков; ur. 15 marca?/27 marca 1886 w Urżumie w guberni wiackiej, zm. 1 grudnia 1934 w Leningradzie) – działacz bolszewicki.

## Życiorys
Urodził się w rodzinie mieszczańskiej. Po śmierci rodziców został oddany do przytułku. Uczył się w szkole miejskiej w Urżumie, potem w Kazaniu, w szkole techniczno-mechanicznej, którą ukończył w 1904 roku. Po zakończeniu szkoły przeniósł się do Tomska, gdzie pracował jako kreślarz w biurze projektów miasta. Członek Socjaldemokratycznej Partii Robotniczej Rosji (SDPRR) od 1904, związany z frakcją bolszewików. Od 1905 aktywny członek tomskiej organizacji partyjnej (w komitecie miejskim), zorganizował w październiku strajk na stacji kolejowej Tajga. W 1906 organizował nielegalną drukarnię, prowadził robotę partyjną wśród kolejarzy. W tym okresie kilka razy aresztowany. W lutym 1907 skazany na 1 rok i 4 miesiące pobytu w twierdzy. Po uwolnieniu w 1908 przeniósł się do Irkucka, gdzie zorganizował rozbitą przez policję organizację partyjną. Ścigany wyjechał w czerwcu 1909 do Władykaukazu. Pracował tam w organizacji partyjnej i prowadził gazetę Terek. Tam po raz pierwszy w 1912 napisał artykuł pod pseudonimem S. Kirow. W latach 1910–1914 i w czasie I wojny światowej pracował na Północnym Kaukazie. Po rewolucji lutowej 1917 i obaleniu caratu członek Władykaukaskiej Rady. W październiku 1917 uczestniczył w II Ogólnorosyjskim Zjeździe Rad. Kirow brał udział w rewolucji październikowej w Piotrogrodzie i wojnie domowej w Rosji w latach 1917–1920 na Kaukazie.
Po podpisaniu 7 maja 1920 traktatu pokojowego między RFSRR a Demokratyczną Republiką Gruzji został posłem sowieckim w Tbilisi. Wziął udział w przygotowywaniu powstania bolszewickiego w Gruzji, które stało się w lutym 1921 pretekstem dla agresji Armii Czerwonej na Gruzję, zakończonego sowietyzacją Gruzji i przekształceniem jej w Gruzińską SRR w składzie Zakaukaskiej Federacyjnej SRR, a następnie ZSRR.
W latach 1921–1926 pierwszy sekretarz KC partii bolszewickiej w Azerbejdzańskiej SRR. Od 1926 roku pierwszy sekretarz komitetu leningradzkiego; od 1930 roku członek Biura Politycznego KC WKP(b). Zwolennik polityki Stalina.
Według relacji m.in. Nikity Chruszczowa w 1934 na XVII Zjeździe WKP(b) zwrócili się do niego niektórzy wpływowi delegaci z propozycją zastąpienia Stalina na stanowisku sekretarza generalnego partii. Kirow odmówił i poinformował Stalina o tej propozycji. Podczas głosowania władz partyjnych otrzymał więcej głosów niż Stalin. Podobno bardzo zazdrosnego o swoją pozycję Stalina zdenerwowało to, że przemówienie Kirowa podczas XVII Zjazdu WKP(b) poprzedziła 10-minutowa owacja (zamiast zwyczajowej 5-minutowej), która przysługiwała Stalinowi. Na zjeździe wybrany członkiem Biura Organizacyjnego i sekretarzem KC. 1 grudnia 1934 został zastrzelony przez bolszewika Leonida Nikołajewa. Wielu historyków uważa, że zabójstwo Kirowa było zlecone przez Stalina i zorganizowane przez NKWD. Zarzut uczestnictwa w spisku postawiono wielu dawnym działaczom podczas wielkiej czystki. Pochowany w murze Kremla, jego nazwiskiem nazwano liczne przedsiębiorstwa i miasta (Kirow w Rosji, Kirowabad w Azerbejdżanie, Kirowohrad na Ukrainie, Kirowakan w Armenii).